# Zorko Simčič

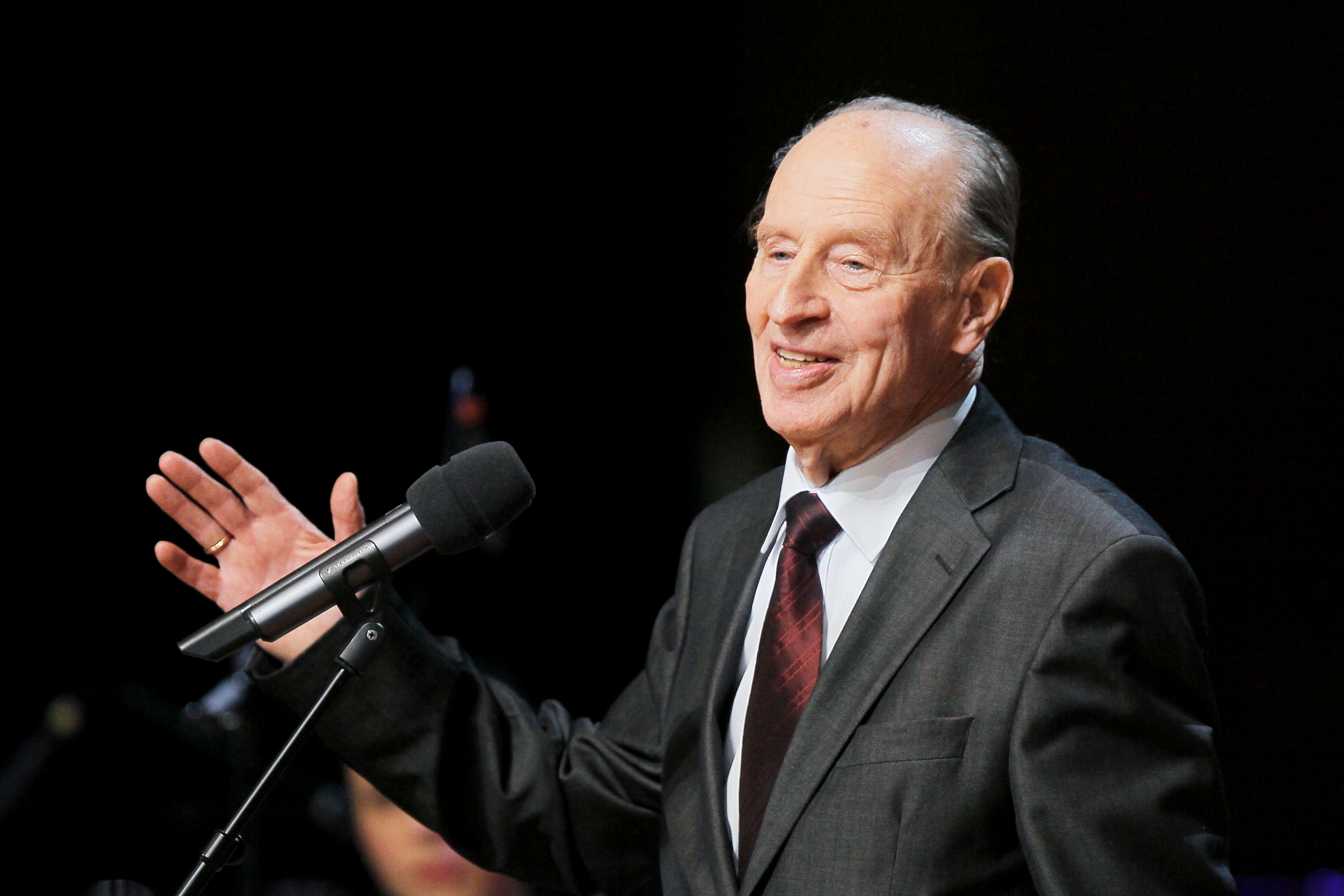
Zorko Simčič

Zorko Simčič (* 19. November 1921 in Maribor, Königreich Jugoslawien) ist ein slowenischer Schriftsteller, Dramatiker, Dichter, Essayist und Publizist.

## Leben
Zorko Simčič wurde in Maribor geboren, wo er die Unterstufe eines klassischen Gymnasiums besuchte. Nach dem Angriff des Dritten Reichs auf Jugoslawien 1941 meldete er sich freiwillig für die jugoslawische Armee und floh nach deren Kapitulation nach Ljubljana. 1942 war er eine Zeit lang im italienischen Konzentrationslager Gonars arretiert, kehrte danach aber nach Ljubljana zurück und beendete dort seine Ausbildung. Nach der Matura war er Sekretär der Zimska pomoč (Winterhilfe). Zwei seiner Brüder verloren während des Krieges ihr Leben, ein Erlebnis, das der Schriftsteller viele Jahre später in seiner Gedichtsammlung Korenine večnosti (1974, „Wurzeln der Ewigkeit“) verarbeitete.
Nach Ende des Zweiten Weltkrieges begab er sich zunächst nach Kärnten und dann nach Rom, wo er beide Male im Dienst der Alliierten stand. Außerdem war er zwei Jahre lang Mitarbeiter des slowenischen Radiosenders der Alliierten in Triest Radio Trst A, bevor er 1948 mit dem Schiff nach Argentinien auswanderte. Dort wirkte er aktiv und engagiert im Kulturleben der slowenischen Volksgruppe mit. So gehörte er zu den Mitbegründern des Kulturvereins Slovenska kulturna akcija in Buenos Aires und war 12 Jahre lang Herausgeber der Zeitschrift Meddobje, der zentralen Kulturzeitschrift der slowenischen Diaspora in Argentinien. 1980 heiratete er Minka Debevec, mit der er zwei gemeinsame Töchter hat. Wenige Jahre nachdem Slowenien seine Eigenstaatlichkeit erlangt hatte, kehrte er nach über 45 Jahren im Exil 1994 in seine Heimat zurück.

## Literarisches Werk
Simčič begann sein literarisches Schaffen noch in seiner Heimat Slowenien. Seinen Debütroman Prebujenje (1943, Erwachen) reichte er bei einer von Fran Saleški Finžgar initiierten Ausschreibung ein. Dort konnte er zwar keinen Preis erzielen, überzeugte die Jury aber dennoch so sehr, dass sich der Verlag Nova založba dazu entschied, ihn abzudrucken. Während des Zweiten Weltkrieges wirkte er an verschiedenen Publikationen, wie z. B. Naša zvezda, Mentor oder Dom in svet, mit und gab 1944 unter dem Titel Tragedija stoletja (Tragödie des Jahrhunderts) eine Sammlung von Satiren und Humoresken heraus. Im selben Jahr wirkte er gemeinsam mit Narte Velikonja, Božidar Borko und Tine Debeljak als Co-Herausgeber des Zbornik Zimske pomoči (Sammelband des Kriegswinterhilfswerks). Er beschäftigte sich auch mit dem Schreiben und Inszenieren von Theaterstücken, die geplante Uraufführung seines Drama-Debüts Zadnji akord konnte 1945 jedoch nicht mehr stattfinden. Mit seinem aktiven literarischen Schaffen gehörte er zu jenen slowenischen Kulturschaffenden, die sich nicht an den von der Befreiungsfront für die Zeit der Besatzung ausgerufenen kulturni molk (kulturelles Schweigen) hielten. Das kulturelle Schweigen sah den Boykott jeglicher Zusammenarbeit mit den Besatzern im Rahmen von Kulturveranstaltungen, aber auch Zeitschriften und Zeitungen vor. Verletzungen wurde nach dem Krieg strafrechtlich verfolgt.
Zentrales Thema von Simčičs Prosa im argentinischen Exil war das Einleben seiner Landsleute in ihrer neuen, aber fremden Heimat. Er korrespondierte regelmäßig mit den über 50 Mitarbeitern der Zeitschrift Meddobje, die sich in den unterschiedlichsten Staaten niedergelassen hatten, aber auch mit einigen Kollegen in der Heimat, wie Stanko Majcen. Seine Korrespondenz mit letzterem erschien 2000 gesammelt unter dem Titel Srečanja z Majcnom (Begegnungen mit Majcen). Simčičs erster Roman, den er 1957 in Buenos Aires veröffentlichte, Človek na obeh straneh stene (Der Mensch auf beiden Seiten der Wand) gilt heute als eines der bedeutendsten Werke der slowenischen Diaspora. In Slowenien erschien der Roman erst nach Erlangen der Eigenstaatlichkeit und wurde 1993 mit dem Preis der Prešeren-Stiftung ausgezeichnet. Das Theaterstück Zgodaj dopolnjena mladost (1967, Früh vollendete Jugend), das als eines seiner bedeutendsten Dramawerke gilt und die Geschehnisse während des Zweiten Weltkrieges thematisiert, erlebte 1970 sogar eine Aufführung in Toronto. Simčič schrieb auch Geschichten und Theaterstücke für Kinder, z. B. Čarovnik Začarane doline (1972, Der Zauberer aus dem Zaubertal). Während seiner Zeit im Exil veröffentlichte er zudem zahlreiche Essays in Druckwerken der slowenischen Diaspora, darunter in den Zeitschriften Meddobje, Novi časi, Vrednote und in den Sammelbänden Svobodna Slovenija.
Auch nach seiner Rückkehr nach Slowenien blieb Simčič weiter aktiv. So veröffentlichte er 2000 in der slowenischen Tageszeitung Delo wöchentlich eine Kolumne. Seine Essays und Kommentare erschienen auch in zahlreichen slowenischen Literaturzeitschriften, wie Dom in svet, Nova revija, Zvon, im Glasnik des Vereins zur Förderung der slowenischen Kultur und Wissenschaft Slovenska matica sowie nach wie vor in der Zeitschrift Meddobje in Buenos Aires. In den letzten drei Jahrzehnten kam es zum Nachdruck seiner in Argentinien entstandenen Werke, aber auch zu einigen Neuveröffentlichungen, darunter die Kurzgeschichtensammlung Rimske zgodbe (2006, Geschichten aus Rom), die er schon in jungen Jahren verfasst hatte, und der Roman Poslednji deseti bratje (2012, Die letzten zehn Brüder). In letzterem thematisiert der Autor, motiviert durch seine eigene Lebensgeschichte, auf 700 Seiten anhand von 21 Geschichten, basierend auf den realen Schicksalen von Menschen, die durch geschichtliche Umbrüche ins Exil getrieben wurden, das Gefühl, aufgrund eines vorherbestimmten Schicksals und zum Wohl der anderen von zu Hause fortgeschickt zu worden zu sein. Dies entstammt dem in der slawischen, baltischen und irischen Volksüberlieferung verbreiteten Glauben, das zehnte Kind der Familie müsse das Haus verlassen, da es zu höherem bestimmt sei, was in der slowenischen Literatur bereits 1866 von Josip Jurčič im ersten slowenischen Roman Deseti brat (Der zehnte Bruder) aufgegriffen wurde.
Anlässlich der Jubiläen des Autors wurden immer wieder ausgewählte Interviews, Essays und Auszüge seiner Prosa in thematischen Sammelwerken (z. B. Črni tekač 2006, Schwarzer Läufer; Ob žerjavici in ognju, 2007, An Glut und Feuer; Dohojene stopinje, 2019, Abgegangene Stufen) veröffentlicht. Seine Texte sind zudem in zahlreichen Anthologien in Argentinien und Slowenien vertreten. Abgesehen von seinem eigenen literarischen Schaffen verfasste Simčič auch Geleitworte zu slowenischen und spanischen Werken und übte sich gemeinsam mit seiner Ehefrau als Übersetzer: Ihre slowenische Fassung des Werkes Orden y Misterio von Milan Komar, eines ebenfalls nach Argentinien emigrierten slowenischen Philosophen, erschien 2002.
Seit 2005 ist der Autor außerordentliches sowie seit 2011 ordentliches Mitglied der Slowenischen Akademie der Wissenschaften und Künste.
Anlässlich des 100. Geburtstags im Jahr 2021 des Autors widmete die slowenische Medienwelt dem Autor nochmals große Aufmerksamkeit und veröffentlichte zahlreiche Beiträge über sein Leben und Wirken.

## Auszeichnungen
Für sein umfassendes literarisches Opus erhielt Simčič zahlreiche Auszeichnungen: Für seinen ersten Roman Prebujenje erhielt Simčič den Prešeren-Preis der Stadt Ljubljana, für seinen Roman Človek na obeh straneh stene den Literaturpreis der Slovenska kulturna akcija (1955), im Weiteren den slowenisch-kanadischen Kulturpreis (1991), den Triester Preis Vstajanje für sein Werk Trije muzikantje ali Povratek Lepe Vide (1991) und die Glazer-Urkunde (Glazerjeva listina) (1997) der Stadt Maribor. Seine vorerst größte Auszeichnung erhielt der Autor 2013 mit dem Prešeren-Preis für sein Lebenswerk. 2021 wurde er schließlich mit dem Silbernen Verdienstorden der Republik Slowenien ausgezeichnet.

## Publikationen (Auswahl)
Zimčičs Werke wurden in Auszügen ins Spanische, Englische, Polnische, Tschechische und Italienische übersetzt. Sein Roman Človek na obeh straneh stene wurde 2013 zur Gänze ins Spanische übersetzt und erschien auch in Brailleschrift.

### Prosa
- Prebujenje. Roman iz dijaškega življenja. 1943. Ljubljana: Nova založba.
- Tragedija stoletja. Satire in humoreske. 1944. Ljubljana: Eigenverlag.
- Človek na obeh straneh stene. 1957. Buenos Aires: Slovenska kulturna akcija.
- Trije muzikantje ali Povratek Lepe Vide. 1989. Buenos Aires: Duhovno življenje.
- Odhojene stopinje. 1993. Celje: Mohorjeva družba.
- Rimske zgodbe. 2006. Triest: Mladika.
- Črni tekač. 2006. Celje: Mohorjeva družba.
- Poslednji deseti bratje. 2012. Ljubljana: Študentska založba.

### Dramen
- Krst pri Savici. Igra v petih slikah. 1953. Buenos Aires: Katoliški misijoni.
- Zgodaj dopolnjena mladost. Okvirna drama v treh delih. 1967. Buenos Aires: Slovensko gledališče.
- Čarovnik začarane doline. Besedilo za otroško opereto. 1972. Bariloche: Eigenverlag.
- Tako dolgi mesec avgust. Drama v dveh dejanjih. In: Prepad kliče prepad. Dve drami. 1992. Buenos Aires: Slovensko gledališče.
- Družina Zebedej, kjer vsi polni so idej. Zgodba v petih dejanjih. 1996. Celje: Mohorjeva družba.
- Leta nič, en dan potem. Božična legenda. 1996. Ljubljana: Družina.
- Rondo. Radijska igra. 1999. Ljubljana: Radio Slovenija.
- Čarovnik Začarane doline. Opera v 12 prizorih. 2004. Ljubljana: Eigenverlag.

### Poesie
- Korenine večnosti. Ciklus junijskih. 1974. Buenos Aires: Eigenverlag.
- Srček, ki podi telešček. 2004. Celje: Mohorjeva družba.
- Listki iz popotnih zapiskov desetega brata. 2011. Ljubljana: Eigenverlag.

### Sammlungen von Essays, Korrespondenzen und Interviews
- Srečanja z Majcnom. Buenos Aires – Maribor: 1961–1970. 2000. Ljubljana: Nova revija.
- Dvanajst stolpičev in PS. 2001. Ljubljana: Eigenverlag.
- Ob žerjavici in ognju. Izbor govorov in pogovorov. 2007. Ljubljana: Družina.
- Dohojene stopinje. Pogovori in dokumenti: 2000–2018. 2019. Ljubljana: Beletrina.

### Lehrbücher
- Obris zgodovine slovenskega slovstva. 1966. Buenos Aires: Zedinjena Slovenija.
- Slomšek, učenik za vse čase. 1990. Buenos Aires: Slomškov dom.